# Kopácsmező
Kopácsmező (románul Poiana Tășad) falu Romániában, a Partiumban, Bihar megyében.

## Fekvése
Nagyváradtól 25 km-re, a Király-erdő nyúlványai alatt, Magyarcsékétől északnyugatra, Tasádfő mellett fekvő település.

## Története
Kopácsmező korábban Kiskopács része volt. 1941-ben vált önálló településsé.
1941-ben 400 lakosából 385 román, 10 magyar, 5 egyéb volt.
A 2002-es népszámláláskor 207 román lakosa volt.
A település híres mészkővidéken fekvő 100 hektáron elterülő kirándulóhely.
Területe őslénytani és régészeti kincseket egyaránt rejt, valamint két karsztbarlang is található itt.
A mészkővidék a Nymphea Természetvédelmi Társaság kezelésében van.